# Laakarta
Laakarta (arabiska: العكارطة) är en ort i Marocko, som i folkräkningen räknas som stad i landskommunen Ayir. Den ligger i provinsen Safi och regionen Marrakech-Safi, 260 km sydväst om huvudstaden Rabat. Antalet invånare var 4 369 vid folkräkningen 2014.